# Унитарное простое
Унитарное совершенное число — это целое число, которое является суммой своих положительных собственных унитарных делителей, не включая само число. (A делитель d числа n является унитарным делителем, если d и n/d не имеют общих делителей.) Некоторые совершенные числа не являются унитарными совершенными числами, а некоторые унитарные совершенные числа не являются правильными совершенными числами.

## Примеры
60 — унитарное совершенное число, потому что 1, 3, 4, 5, 12, 15 и 20 являются его собственными унитарными делителями, а 1 + 3 + 4 + 5 + 12 + 15 + 20 = 60. Первые пять и единственные известные унитарные совершенные числа таковы:
6, 60, 90, 87360, 146361946186458562560000 (последовательность A002827 в OEIS)
Соответствующие суммы собственных унитарных делителей:
- 6 = 1 + 2 + 3
- 60 = 1 + 3 + 4 + 5 + 12 + 15 + 20
- 90 = 1 + 2 + 5 + 9 + 10 + 18 + 45
- 87360 = 1 + 3 + 5 + 7 + 13 + 15 + 21 + 35 + 39 + 64 + 65 + 91 + 105 + 192 + 195 + 273 + 320 + 448 + 455 + 832 + 960 + 1344 + 1365 + 2240 + 2496 + 4160 + 5824 + 6720 + 12480 + 17472 + 29120
- 146361946186458562560000 = 1 + 3 + 7 + 11 + ... 13305631471496232960000 + 20908849455208366080000 + 48787315395486187520000 (4095 делителей в сумме).

## Свойства
Не существует нечётных унитарных совершенных чисел. Это следует из того, что 2  d*(n)  делит сумму унитарных делителей нечётного числа (где d*(n) — количество различных простых делителей числа n). Это происходит потому, что сумма всех унитарных делителей является мультипликативной функцией, а это сумма унитарных делителей степени простого числа p  a равно pa + 1, что является чётным для всех нечётных простых чисел p. Следовательно, нечётное унитарное совершенное число должно иметь только один отличный простой делитель, и нетрудно показать, что степень простого числа не может быть унитарным совершенным числом, поскольку делителей недостаточно.
Неизвестно, существует ли бесконечно много унитарных совершенных чисел и существуют ли какие-либо другие примеры помимо уже известных пяти. Шестое такое число будет иметь не менее девяти нечётных простых делителей.